# Mortdecai
Mortdecai è un film del 2015 diretto da David Koepp.
La pellicola, con protagonista Johnny Depp, è basata sulla serie di quattro romanzi di Kyril Bonfiglioli, pubblicati nel Regno Unito tra il 1972 ed il 1985, con protagonista Charlie Mortdecai. L'autore ha ottenuto molta fortuna nei paesi anglosassoni, e in occasione dell'uscita del film in Italia è stato pubblicato il primo romanzo da Edizioni Piemme.

## Trama
Lord Charlie Mortdecai, un "mercante d'arte" e truffatore, viene avvicinato a Hong Kong da una delle sue vittime, un gangster di nome Fang. Jock, il fedele servitore di Mortdecai, riesce a liberare il suo padrone prima che possano essere uccisi.
Tornati a Londra, Mortdecai e sua moglie, Johanna, pensano a come ripagare il loro schiacciante debito fiscale. Un dipinto di Francisco Goya diventa il bersaglio di un elaborato furto, che porta all'omicidio di un restauratore d'arte e di uno dei ladri. L'ispettore Alistair Martland viene incaricato del caso. Lui, innamorato di Johanna dai tempi del college, chiede a Mortdecai di assisterlo. Martland crede che il principale sospettato sia Emil Strago. Mortdecai accetta di aiutare in cambio del 10% dei soldi dell'assicurazione.
Mortdecai intervista persone affiliate al mondo dell'arte, tra cui Spinoza, un contrabbandiere d'arte. Mentre discutono, Strago arriva e spara loro, uccidendo Spinoza; Mortdecai e Jock scappano illesi. Johanna incontra "Il Duca", che conosce il ladro e dice che il dipinto nasconde la posizione di un tesoro di oro nazista. Mortdecai viene rapito da teppisti che lavorano per un russo di nome Romanov perché pensano che Mortdecai abbia il dipinto. Romanov minaccia la tortura a meno che Mortdecai non si arrenda, ma questi fugge attraverso una finestra con Jock.
Martland manda Mortdecai in America per incontrare il potenziale acquirente Goya Milton Krampf. Progettando di vendere la sua amata Rolls-Royce all'americano, cerca di vedere se Krampf è coinvolto nel furto. Arrivato a Los Angeles, scopre che il Goya è stato introdotto di nascosto negli Stati Uniti con la Rolls. È stato nascosto lì dopo essere stato rubato a Strago.
Krampf invita Mortdecai alla festa, dove mostrerà il Goya. Jock e Mortdecai cercano di rubarlo durante la festa, così come Strago e la figlia di Krampf, Georgina che tenta di sedurre Mortdecai mentre Strago ruba il dipinto. Johanna arriva con Martland e sorprende suo marito con Georgina. Mortdecai fugge per aiutare Jock a rubare il dipinto, ma scopre che Krampf è stato ucciso da Strago e il dipinto è sparito. Strago viene catturato, ma Georgina lo aiuta a fuggire con il dipinto. Mortdecai, Jock, Martland e Johanna li trovano in un motel dove Martland dà fuoco al Goya facendo esplodere anche l'edificio. Si scopre che il dipinto era un falso; il Duca ha nascosto quello vero.
I Mortdecais recuperano il dipinto, mettendolo all'asta. La vendita attrae Fang e Romanov, mentre Mortdecai e Jock sono in agguato. Nella sala delle aste, Strago tenta di rapire Johanna, Mortdecai fa un'offerta per il  'Goya', Sir Graham vince l'asta per Romanov; Martland cattura Strago durante il trambusto. I proventi della vendita pagano il loro debito, ma i Mortdecai sono ancora al verde.
Il dipinto si rivela essere un altro falso; Romanov trama la sua vendetta mentre i suoi scagnozzi iniziano a torturare Sir Graham.
Nella scena finale, i Mortdecai condividono un bagno di schiuma mentre ammirano il vero Goya.

## Produzione
Le riprese del film sono iniziate a Londra il 21 ottobre 2013 e sono proseguite poi interamente in Inghilterra, tra le città di Greenwich, South Kensington e Taplow.

## Promozione
Il primo trailer del film viene diffuso il 12 agosto 2014.

## Distribuzione
La pellicola, inizialmente programmata per il 6 febbraio 2015, è stata anticipata e distribuita nelle sale cinematografiche statunitensi a partire dal 23 gennaio ed in quelle italiane dal 19 febbraio dello stesso anno.
A causa dei pessimi risultati di critica e botteghino, negli Stati Uniti il film è stato tolto dalle sale dopo sole quattro settimane di programmazione.

## Accoglienza

### Incassi
È uno dei peggiori flop tra i film con Johnny Depp, costato 60 milioni di dollari, ha incassato 47275695 $ in tutto il mondo. In Italia nel primo fine settimana ha incassato 758000 €.

### Critica
Il film ha ricevuto recensioni negative in tutto il mondo, tra le quali quelle su Rotten Tomatoes, dove le recensioni positive dei critici sono state solo il 12% con un voto medio di 3,4 su 10 basato su 97 recensioni.

## Riconoscimenti
- 2016 - Razzie Awards
  - Candidatura per il peggior attore protagonista a Johnny Depp
  - Candidatura per la peggior attrice protagonista a Gwyneth Paltrow
  - Candidatura per la peggior coppia a Johnny Depp e ai suoi baffi appiccicati con la colla
- 2016 - Premio YoGa
  - Peggior attore straniero a Johnny Depp
- 2016 - Houston Film Critics Society Awards
  - Candidatura per il peggior film
- 2015 - Golden Trailer Awards
  - Candidatura per la miglior voice over in un trailer
  - Candidatura per il peggior trailer